# Resolutie 1186 Veiligheidsraad Verenigde Naties
Resolutie 1186 van de Veiligheidsraad van de Verenigde Naties werd unaniem door de VN-Veiligheidsraad aangenomen op 21 juli 1998. De resolutie versterkte en verlengde de UNPREDEP-missie in Macedonië tot en met februari 1999.
Op 25 februari 1999 blokkeerde China door zijn veto te stellen een volgende verlenging, waardoor de operatie werd beëindigd. Andere landen vreesden dat het conflict in Kosovo, waar Macedonië in het noorden aan grenst, zou overslaan op Macedonië. China stelde dat de situatie in het land stabiel was, en dat de middelen van de VN beter besteed waren aan andere regio's, zoals Afrika.
Het veto kwam echter niet geheel onverwacht, aangezien een diplomatieke rel was ontstaan nadat Macedonië relaties had aangeknoopt met Taiwan, waarop China de banden met Macedonië had verbroken.

## Achtergrond
In 1980 overleed de Joegoslavische leider Tito, die decennialang de bindende kracht was geweest tussen de zes deelstaten van het land. Na zijn dood kende het nationalisme een sterke opmars, en in 1991 verklaarde onder meer Macedonië zich onafhankelijk. In tegenstelling tot andere delen van Joegoslavië bleef het er vrij rustig, tot 2001, toen Albanese rebellen in het noorden, aan de grens met Kosovo, in opstand kwamen. Daarbij werden langs beide zijden grof geweld gebruikt, en stond het land op de rand van een burgeroorlog. De NAVO en de EU kwamen echter tussen, en dwongen een akkoord af.

## Inhoud

### Waarnemingen
De Veiligheidsraad herinnerde aan het wapenembargo tegen Servië en Montenegro, inclusief Kosovo. De UNPREDEP-vredesmissie zag ook toe op de grens van dat land met Macedonië om conflicten en wapenhandel te voorkomen. Macedonië had de VN gevraagd UNPREDEP te verlengen en eventueel ook te versterken, wat ook door de secretaris-generaal Kofi Annan werd aanbevolen.

### Handelingen
De Veiligheidsraad:
1. Besluit UNPREDEP te versterken tot 1050 manschappen en het mandaat met zes maanden te verlengen, tot 28 februari 1999.
2. Is van plan ook de andere aanbevelingen van de secretaris-generaal te overwegen.
3. Besluit om op de hoogte te blijven.

## Verwante resoluties
- Resolutie 1183 Veiligheidsraad Verenigde Naties
- Resolutie 1184 Veiligheidsraad Verenigde Naties
- Resolutie 1191 Veiligheidsraad Verenigde Naties
- Resolutie 1199 Veiligheidsraad Verenigde Naties

Lijst ·  1147 ·  1148 ·  1149 ·  1150 ·  1151 ·  1152 ·  1153 ·  1154 ·  1155 ·  1156 ·  1157 ·  1158 ·  1159 ·  1160 ·  1161 ·  1162 ·  1163 ·  1164 ·  1165 ·  1166 ·  1167 ·  1168 ·  1169 ·  1170 ·  1171 ·  1172 ·  1173 ·  1174 ·  1175 ·  1176 ·  1177 ·  1178 ·  1179 ·  1180 ·  1181 ·  1182 ·  1183 ·  1184 ·  1185 ·  1186 ·  1187 ·  1188 ·  1189 ·  1190 ·  1191 ·  1192 ·  1193 ·  1194 ·  1195 ·  1196 ·  1197 ·  1198 ·  1199 ·  1200 ·  1201 ·  1202 ·  1203 ·  1204 ·  1205 ·  1206 ·  1207 ·  1208 ·  1209 ·  1210 ·  1211 ·  1212 ·  1213 ·  1214 ·  1215 ·  1216 ·  1217 ·  1218 ·  1219